# Luperca
Luperca és el nom de la lloba que segons la mitologia va alletar Ròmul i Rem, fundadors mitològics de Roma. La seva estàtua, coneguda com a Lloba Capitolina, es conserva als Museus Capitolins.
Segons el mite que expliquen Titus Livi i Dionisi d'Halicarnàs, la vestal Rea Sílvia es va unir amb el déu Mart i va donar a llum dos bessons, Ròmul i Rem. El rei Numítor, avi dels bessons, va ser enderrocat pel seu germà Amuli a Alba Longa, i per evitar que els néts, de grans, poguessin reclamar el tron usurpat, Amuli va ordenar que fossin llençats al Tíber en una cistella. Una lloba, Luperca, els va recollir als peus del Palatí, sota una figuera salvatge (Ficus Ruminalis) situada davant de l'entrada de la cova del Lupercal el santuari de Luperc. La lloba els va alimentar i protegir fins que un pastor, Faustulus, els va trobar i els va criar. D'adults, els dos germans van tornar al lloc on van ser abandonats i van fundar la ciutat de Roma.
En honor del llop es va instituir la festa romana de la Lupercàlia el 15 de febrer, dedicada a Luperc, que oficiaven uns sacerdots anomenats luperci al davant de la cova del Lupercal.
Modernament es va suposar que Luperca va ser en realitat una prostituta que es va cuidar dels dos infants (les prostitutes també eren anomenades despectivament «llobes»).